# Marele Premiu de la Abu Dhabi din 2022
Marele Premiu de la Abu Dhabi din 2022 (cunoscut oficial ca Formula 1 Etihad Airways Abu Dhabi Grand Prix 2022) a fost o cursă auto de Formula 1 ce s-a desfășurat între 18-20 noiembrie 2022 pe Circuitul Yas Marina din Abu Dhabi, Emiratele Arabe Unite. Aceasta a fost cea de-a douăzeci și doua și ultima rundă a Campionatului Mondial de Formula 1 din 2022.
Max Verstappen a câștigat cursa în fața lui Charles Leclerc și Sergio Pérez. Clasificarea lui Leclerc în fața lui Pérez a decis lupta dintre cei doi pentru locul secund în Campionatul la Piloți. Acesta a fost al 299-lea și ultimul Mare Premiu pentru cvadruplul campion mondial Sebastian Vettel.

## Calificări
| Poz.                  | Nr. | Pilot            | Constructor                  | Timpi calificări | Timpi calificări | Timpi calificări | Grila finală |
| Poz.                  | Nr. | Pilot            | Constructor                  | Q1               | Q2               | Q3               | Grila finală |
| --------------------- | --- | ---------------- | ---------------------------- | ---------------- | ---------------- | ---------------- | ------------ |
| 1                     | 1   | Max Verstappen   | Red Bull Racing-RBPT         | 1:24,754         | 1:24,622         | 1:23,824         | 1            |
| 2                     | 11  | Sergio Pérez     | Red Bull Racing-RBPT         | 1:24,820         | 1:24,419         | 1:24,052         | 2            |
| 3                     | 16  | Charles Leclerc  | Ferrari                      | 1:25,211         | 1:24,517         | 1:24,092         | 3            |
| 4                     | 55  | Carlos Sainz Jr. | Ferrari                      | 1:25,090         | 1:24,521         | 1:24,242         | 4            |
| 5                     | 44  | Lewis Hamilton   | Mercedes                     | 1:25,594         | 1:24,774         | 1:24,508         | 5            |
| 6                     | 63  | George Russell   | Mercedes                     | 1:25,545         | 1:24,940         | 1:24,511         | 6            |
| 7                     | 4   | Lando Norris     | McLaren-Mercedes             | 1:25,387         | 1:24,903         | 1:24,769         | 7            |
| 8                     | 31  | Esteban Ocon     | Alpine-Renault               | 1:25,735         | 1:25,007         | 1:24,830         | 8            |
| 9                     | 5   | Sebastian Vettel | Aston Martin Aramco-Mercedes | 1:25,523         | 1:24,974         | 1:24,961         | 9            |
| 10                    | 3   | Daniel Ricciardo | McLaren-Mercedes             | 1:25,766         | 1:25,068         | 1:25,045         | 13           |
| 11                    | 14  | Fernando Alonso  | Alpine-Renault               | 1:25,782         | 1:25,096         | N/A              | 10           |
| 12                    | 22  | Yuki Tsunoda     | AlphaTauri-RBPT              | 1:25,630         | 1:25,219         | N/A              | 11           |
| 13                    | 47  | Mick Schumacher  | Haas-Ferrari                 | 1:25,711         | 1:25,225         | N/A              | 12           |
| 14                    | 18  | Lance Stroll     | Aston Martin Aramco-Mercedes | 1:25,741         | 1:25,359         | N/A              | 14           |
| 15                    | 24  | Zhou Guanyu      | Alfa Romeo-Ferrari           | 1:25,594         | 1:25,408         | N/A              | 15           |
| 16                    | 20  | Kevin Magnussen  | Haas-Ferrari                 | 1:25,834         | N/A              | N/A              | 16           |
| 17                    | 10  | Pierre Gasly     | AlphaTauri-RBPT              | 1:25,859         | N/A              | N/A              | 17           |
| 18                    | 77  | Valtteri Bottas  | Alfa Romeo-Ferrari           | 1:25,892         | N/A              | N/A              | 18           |
| 19                    | 23  | Alexander Albon  | Williams-Mercedes            | 1:26,028         | N/A              | N/A              | 19           |
| 20                    | 6   | Nicholas Latifi  | Williams-Mercedes            | 1:26,054         | N/A              | N/A              | 20           |
| Regula 107%: 1:30,687 |     |                  |                              |                  |                  |                  |              |
| Sursa:                |     |                  |                              |                  |                  |                  |              |

Note
- ^1 – Daniel Ricciardo a primit o penalizare de trei locuri pe grilă pentru că a provocat o coliziune cu Kevin Magnussen în runda anterioară.[3]

## Cursă
| Poz.                                                                     | Nr. | Pilot            | Constructor                  | Tururi | Timp/Retras     | Grilă | Puncte |
| ------------------------------------------------------------------------ | --- | ---------------- | ---------------------------- | ------ | --------------- | ----- | ------ |
| 1                                                                        | 1   | Max Verstappen   | Red Bull Racing-RBPT         | 58     | 1:27:45,914     | 1     | 25     |
| 2                                                                        | 16  | Charles Leclerc  | Ferrari                      | 58     | +8,771          | 3     | 18     |
| 3                                                                        | 11  | Sergio Pérez     | Red Bull Racing-RBPT         | 58     | +10,093         | 2     | 15     |
| 4                                                                        | 55  | Carlos Sainz Jr. | Ferrari                      | 58     | +24,892         | 4     | 12     |
| 5                                                                        | 63  | George Russell   | Mercedes                     | 58     | +35,888         | 6     | 10     |
| 6                                                                        | 4   | Lando Norris     | McLaren-Mercedes             | 58     | +56,234         | 7     | 9      |
| 7                                                                        | 31  | Esteban Ocon     | Alpine-Renault               | 58     | +57,240         | 8     | 6      |
| 8                                                                        | 18  | Lance Stroll     | Aston Martin Aramco-Mercedes | 58     | +1:16,931       | 14    | 4      |
| 9                                                                        | 3   | Daniel Ricciardo | McLaren-Mercedes             | 58     | +1:23,268       | 13    | 2      |
| 10                                                                       | 5   | Sebastian Vettel | Aston Martin Aramco-Mercedes | 58     | +1:23,898       | 9     | 1      |
| 11                                                                       | 22  | Yuki Tsunoda     | AlphaTauri-RBPT              | 58     | +1:29,371       | 11    |        |
| 12                                                                       | 24  | Zhou Guanyu      | Alfa Romeo-Ferrari           | 57     | +1 tur          | 15    |        |
| 13                                                                       | 23  | Alexander Albon  | Williams-Mercedes            | 57     | +1 tur          | 19    |        |
| 14                                                                       | 10  | Pierre Gasly     | AlphaTauri-RBPT              | 57     | +1 tur          | 17    |        |
| 15                                                                       | 77  | Valtteri Bottas  | Alfa Romeo-Ferrari           | 57     | +1 tur          | 18    |        |
| 16                                                                       | 47  | Mick Schumacher  | Haas-Ferrari                 | 57     | +1 tur          | 12    |        |
| 17                                                                       | 20  | Kevin Magnussen  | Haas-Ferrari                 | 57     | +1 tur          | 16    |        |
| 18                                                                       | 44  | Lewis Hamilton   | Mercedes                     | 55     | Hidraulice      | 5     |        |
| 19                                                                       | 6   | Nicholas Latifi  | Williams-Mercedes            | 55     | Electrice       | 20    |        |
| Ab                                                                       | 14  | Fernando Alonso  | Alpine-Renault               | 27     | Scurgere de apă | 10    |        |
| Cel mai rapid tur: Lando Norris (McLaren-Mercedes) – 1:28,391 (turul 44) |     |                  |                              |        |                 |       |        |
| Sursa:                                                                   |     |                  |                              |        |                 |       |        |

Note
- ^1 – Include un punct pentru cel mai rapid tur.[5]
- ^2 – Mick Schumacher a primit o penalizare de cinci secunde pentru că a provocat o coliziune cu Nicholas Latifi. Poziția sa finală nu a fost afectată de penalizare.[4]
- ^3 – Lewis Hamilton și Nicholas Latifi au fost clasificați întrucât au parcurs mai mult de 90% din distanța cursei.[4]

## Clasamentele campionatelor după cursă
|        | Poz. | Pilot            | Pct. |
| ------ | ---- | ---------------- | ---- |
|        | 1    | Max Verstappen*  | 454  |
|        | 2    | Charles Leclerc  | 308  |
|        | 3    | Sergio Pérez     | 305  |
|        | 4    | George Russell   | 275  |
| 1      | 5    | Carlos Sainz Jr. | 246  |
| Sursa: |      |                  |      |

|        | Poz. | Constructor           | Pct. |
| ------ | ---- | --------------------- | ---- |
|        | 1    | Red Bull Racing-RBPT* | 759  |
|        | 2    | Ferrari               | 554  |
|        | 3    | Mercedes              | 515  |
|        | 4    | Alpine-Renault        | 173  |
|        | 5    | McLaren-Mercedes      | 159  |
| Sursa: |      |                       |      |

- Notă: Doar primele cinci locuri sunt prezentate în ambele clasamente.
- Concurenții îngroșați și marcați cu un asterisc sunt campionii mondiali din 2022.